# Anolinga longa
Anolinga longa är en tvåvingeart som beskrevs av Krober 1929. Anolinga longa ingår i släktet Anolinga och familjen stilettflugor.
Artens utbredningsområde är Paraguay. Inga underarter finns listade i Catalogue of Life.